# Pastizz
Il pastìzz (pastizzi plurale) è una specialità culinaria "da strada" della cucina maltese e versione in miniatura del tipico pasticcio italiano.
Cibo da strada, per eccellenza, è una sorta di calzone a pasta friabile e croccante solitamente venduto in  pastizzerija (negozio di pastizzi) o in chiosco, ma anche nella maggior parte dei bar, pizzerie e panetterie. Essendo una pietanza a buon mercato, i pastizzi si consumano in qualunque momento della giornata e per ogni occasione.
Di forma semilunare allungata, è fatto di pasta fillo o pasta sfoglia croccante riempita tradizionalmente con ricotta  (pastizzi tal-irikotta) o ancora con  piselli (pastizzi tal-piżelli) passati a purea. Ne esistono comunque varianti con ripieno a base di carne di maiale macinata, uova, prezzemolo tritato e formaggio grattugiato (solitamente grana ma anche pecorino). Va consumato caldo.

## Nella lingua maltese
Nella lingua maltese il termine pastizzi ha diversi significati. In Italia il pastizz è limitatamente diffuso nella Basilicata in alcuni comuni del materano (pastizz rtunnar', nel dialetto locale).